# Bailleval
Bailleval és un municipi francès, situat al departament de l'Oise i a la regió dels Alts de França. L'any 2007 tenia 1.464 habitants.

## Demografia

### Població
El 2007 la població de fet de Bailleval era de 1.464 persones. Hi havia 510 famílies de les quals 80 eren unipersonals (36 homes vivint sols i 44 dones vivint soles), 171 parelles sense fills, 235 parelles amb fills i 24 famílies monoparentals amb fills.
La població ha evolucionat segons el següent gràfic:
Habitants censats

### Habitatges
El 2007 hi havia 570 habitatges, 542 eren l'habitatge principal de la família, 18 eren segones residències i 10 estaven desocupats. 549 eren cases i 20 eren apartaments. Dels 542 habitatges principals, 488 estaven ocupats pels seus propietaris, 42 estaven llogats i ocupats pels llogaters i 12 estaven cedits a títol gratuït; 5 tenien una cambra, 23 en tenien dues, 63 en tenien tres, 139 en tenien quatre i 312 en tenien cinc o més. 446 habitatges disposaven pel capbaix d'una plaça de pàrquing. A 178 habitatges hi havia un automòbil i a 339 n'hi havia dos o més.

### Piràmide de població
La piràmide de població per edats i sexe el 2009 era:
| Homes | Edats   | Dones |
| ----- | ------- | ----- |
| 0     | 95 o +  | 0     |
| 0     | 90 a 94 | 0     |
| 8     | 85 a 89 | 8     |
| 8     | 80 a 84 | 12    |
| 16    | 75 a 79 | 8     |
| 8     | 70 a 74 | 32    |
| 20    | 65 a 69 | 36    |
| 32    | 60 a 64 | 24    |
| 44    | 55 a 59 | 20    |
| 36    | 50 a 54 | 52    |
| 76    | 45 a 49 | 72    |
| 56    | 40 a 44 | 52    |
| 72    | 35 a 39 | 72    |
| 60    | 30 a 34 | 56    |
| 48    | 25 a 29 | 28    |
| 8     | 20 a 24 | 28    |
| 44    | 15 a 19 | 80    |
| 36    | 10 a 14 | 68    |
| 76    | 5 a 9   | 36    |
| 40    | 0 a 4   | 24    |

## Economia
El 2007 la població en edat de treballar era de 1.027 persones, 730 eren actives i 297 eren inactives. De les 730 persones actives 697 estaven ocupades (370 homes i 327 dones) i 33 estaven aturades (18 homes i 15 dones). De les 297 persones inactives 134 estaven jubilades, 99 estaven estudiant i 64 estaven classificades com a «altres inactius».

### Ingressos
El 2009 a Bailleval hi havia 532 unitats fiscals que integraven 1.442 persones, la mediana anual d'ingressos fiscals per persona era de 22.476 €.

### Activitats econòmiques
Dels 35 establiments que hi havia el 2007, 2 eren d'empreses de fabricació d'altres productes industrials, 11 d'empreses de construcció, 5 d'empreses de comerç i reparació d'automòbils, 3 d'empreses de transport, 1 d'una empresa d'informació i comunicació, 3 d'empreses financeres, 3 d'empreses immobiliàries, 1 d'una empresa de serveis, 4 d'entitats de l'administració pública i 2 d'empreses classificades com a «altres activitats de serveis».
Dels 12 establiments de servei als particulars que hi havia el 2009, 1 era un taller de reparació d'automòbils i de material agrícola, 2 guixaires pintors, 1 fusteria, 3 lampisteries, 4 electricistes i 1 agència immobiliària.
L'any 2000 a Bailleval hi havia 6 explotacions agrícoles.

## Equipaments sanitaris i escolars
El 2009 hi havia una escola elemental.

## Poblacions més properes
El següent diagrama mostra les poblacions més properes.